# 케이티 콰
케이티 콰(Kay-Tee Khaw)는 싱가포르 출신 영국의 의사, 역학자이다. 노인병학과 만성 질환에 대하여 연구한다.

## 같이 보기
- 역학 (의학)
- 제프리 로즈